# Дворников, Тит Яковлевич
Дворников Тит Яковлевич (13 [25] февраля 1862, деревня Мащенки, Курская губерния — 28 октября 1922, Одесса) — живописец, член Товарищества передвижных художественных выставок и Товарищества южно-русских художников. Преподаватель живописи Одесского художественного училища.

## Биография
Родился в 1862 году в деревне Мащенки Курской губернии в семье государственного крестьянина. Позднее отец перебрался в Харьков, где занялся выпечкой хлеба. Будущий художник помогал отцу, одновременно учась в харьковской рисовальной школе. Художественное образование продолжил в Одесской рисовальной школе у К. К. Костанди.
В 1893 году одним из первых примкнул к Товариществу южно-русских художников, участвовал во всех выставках этого общества.
Был вольнослушателем Академии художеств и в 1897 году получил право преподавания рисования, черчения и чистописания от Академии. Начал давать частные уроки и учить детей в средней школе. С 1898 года получил должность преподавателя чистописания в Одесском художественном училище.
В 1912 году вступил в Товарищество передвижных художественных выставок, в выставках которого регулярно принимал участие.
В 1913 году в том же Одесском художественном училище получил должность преподавателя живописи. В 1915 году временно возглавлял Городской музей изящных искусств.
В последние годы жизни стал профессором и руководителем мастерской живописи в преобразованном в высшее учебное заведения Одесском художественном училище.
Умер на 61-м году жизни, 28 октября 1922 года, от тяжёлой болезни (рак лёгких).
Похоронен на Втором Христианском кладбище в Одессе, рядом с К. К. Костанди.

«Осенний снег»

## Творчество
Писал художник разные времена года. Так, глядя на картину «Зима» (1892), зритель чувствует непосредственность и глубокое настроение автора. По заснеженной дороге едут сани, запряженные конём, в них сидит извозчик, кутаясь в кожух. Зимний день, морозный воздух, пронизанный холодным светом блеклого солнца. Вдали покрытые инеем деревья. Этюд написан акварелью прямо на бумаге, очевидно, прямо с натуры, в светлой цветной гамме, в лёгкой импрессионистской манере. Тонкие мазки прозрачной акварели еле чертят форму и как будто растворяются в мареве утренней зари и рассеянного солнечного света.
Также проявил себя как портретист, хотя обращался к этому жанру редко.
Профессор Лазурский о творчестве Т. Я. Дворникова писал:

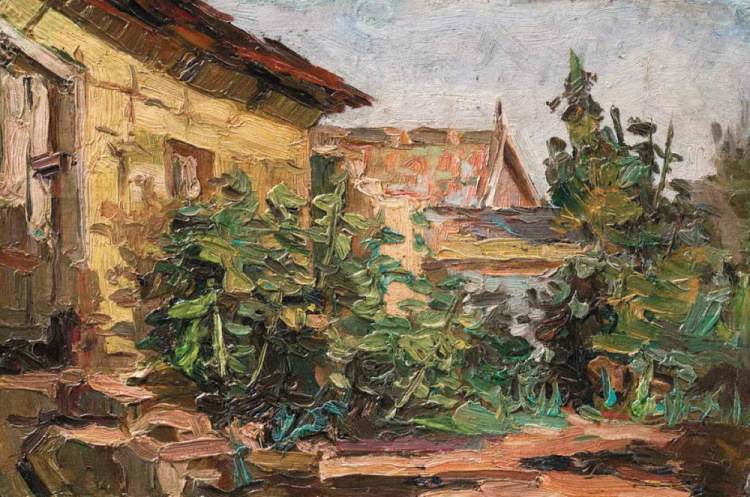
«Уголок Дачи»

Дворников делал удачные портреты, но вся сила его таланта проявилась в пейзаже. После него осталось множество этюдов, которые показывают, как внимательно и неустанно изучал он природу; но из сравнения его этюдов с соответствующими картинами делается ясным, как богата была его фантазия, основанная на превосходной зрительной памяти. С редким мастерством он выбрал разнообразные и красивые мотивы. Усердная работа пастелью очистила тон его красок, а постоянное радостно-любовное настроение светится в его картинах лирической прелестью.
Плодовитостью Дворников превосходил всех одесских художников и регулярно участвовал в выставках, однако, как и его учитель Кириак Костанди, ни разу не показал работ на персональной выставке. Первую из них организовало Общество им. К. Костанди после смерти художника, в 1926 году.

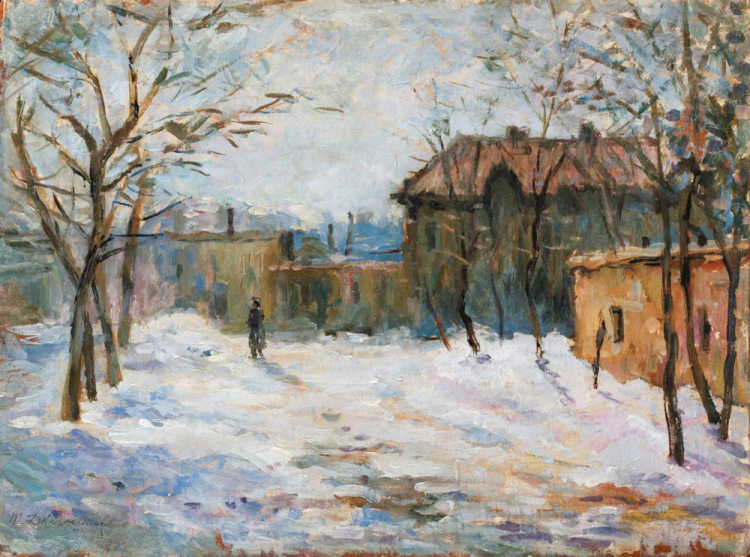
«Зимний день»

Работы художника хранятся в музее Академии художеств, Государственной Третьяковской галерее, Одесском художественном музее, Музее русского импрессионизма, Одесском литературном музее, Донецком художественном музее и многочисленных частных коллекциях.